# Exy
Chu So-jung (en coreano: 추소정; Geumjeong-gu, Busan, 6 de noviembre de 1995), más conocida por su nombre artístico Exy (en coreano: 엑시), es una rapera, cantante, compositora y actriz surcoreana. Debutó en solitario en 2015, antes de debutar como miembro y líder del grupo femenino surcoreano WJSN en 2016, bajo Starship y Yuehua.

## Biografía
Exy nació el 6 de noviembre de 1995 en Geumjeong-gu, Busan, Corea del Sur. Asistió a la Universidad de Mujeres de Dongduk, y se graduó en agosto de 2020 junto con su compañera de grupo Soobin.

## Carrera

### Predebut
Exy se entrenó previamente con Medialine Entertainment junto con la miembro Seola, y fue parte del grupo Viva Girls. Sin embargo, Medialine se declaró en quiebra y tanto Exy como Seola abandonaron la empresa.

### 2015-2016: Inicios de su carrera
Exy participó en el reality show de rap Unpretty Rapstar 2 en 2015. Exy colaboró con Crucial Star en el sencillo "쓸어버려", lanzado el 1 de septiembre de 2015. Luego, lanzó su primer sencillo en solitario "Gettin' Em" el 10 de noviembre de 2015. Exy fue elegida para participar en la serie de televisión The Flatterer, interpretando a Saerim.
Exy fue revelada como miembro de WJSN y su "Sweet Unit" el 24 de diciembre de 2015. WJSN debutó el 25 de febrero de 2016, con el lanzamiento de su EP debut Would You Like?, incluidos los sencillos principales "Mo Mo Mo" y "Catch Me".
El 26 de junio de 2016, Exy participó en King of Masked Singer como concursante. Después de ser eliminada en la primera ronda, reveló que originalmente se formó como cantante. Sin embargo, debido a que sufrió nódulos durante su período de aprendizaje, se pasó al rap.
En agosto de 2016, Exy, junto con Seola, Soobin, Eunseo, Cheng Xiao, Yeoreum y Dayoung se unieron junto a sus compañeros de agencia Monsta X para formar la unidad "Y-Teen". Y-teen era un grupo proyecto que se promocionaba como modelos de CF para el servicio de tarifas telefónicas de KT, y lanzaba EP, videos musicales y varios contenidos de entretenimiento.

### 2017-presente: Trabajos en solitario
En abril de 2017, se anunció que Exy colaboraría con la rapera Euna Kim en el sencillo "Love Therapy". El sencillo fue lanzado el 4 de mayo de 2017, acompañado de un video musical.
En febrero de 2018, Exy hizo su debut como compositora con "겨울잠 (Thawing)", en el EP de WJSN Dream Your Dream. El 25 de marzo de 2018, reveló su segundo trabajo de composición durante el primer fanmeeting de WJSN, Uzzu Party, titulado "2월의 봄 (You & I)". Finalmente fue incluido en el EP de WJSN WJ Please? Apareció en "Homegirl" de Sobae, lanzado el 27 de marzo de 2018, y en "Love Professor" de Choi Nakta, lanzado el 23 de diciembre de 2018. En noviembre de 2019, Exy co-compuso y coescribió "Don't Touch", que se incluyó en el EP de WJSN As You Wish.
El 19 de marzo de 2020, participó en la banda sonora del drama Meow, the Secret Boy, junto con el miembro Dayoung. En junio de 2020, Exy co-compuso y coescribió "불꽃놀이 (Tra-la)", que se incluyó en el EP de WJSN Neverland.
En enero de 2021, escribió la letra de la canción principal de su compañero de sello Cravity, "My Turn" y "Bad Habits" de su tercer EP, Season 3. Hideout: Be Our Voice. A mediados de marzo de 2021, Exy coescribió la letra de "Prism" de The Boyz, de su primer álbum de estudio japonés Breaking Dawn. En la mayoría de las plataformas se le atribuyó el nombre de 'XYZ(makeumine works)', pero en Melon de 'Exy'. A finales de marzo de 2021, Exy co-compuso y coescribió "음 (Yalla)", que se incluyó en el EP de WJSN Unnatural. El 26 de abril, se anunció que Exy sería miembro de la segunda subunidad de WJSN, WJSN The Black. La subunidad debutó el 12 de mayo. Más tarde, en septiembre de 2021, se confirmó que Exy se uniría al drama de JTBC Idol: The Coup, que se emitió en la segunda mitad de 2021.
El 1 de agosto de 2022, se confirmó que Exy participaría en el programa The Second World como concursante.

## Discografía
| Título                                                                                       | Año  | Posiciones máximas en el gráfico | Álbum               |
| Título                                                                                       | Año  | COR                              | Álbum               |
| -------------------------------------------------------------------------------------------- | ---- | -------------------------------- | ------------------- |
| "쓸어버려" (con Crucial Star)                                                                | 2015 | —                                | Sencillos sin álbum |
| "Gettin' Em"                                                                                 | 2015 | —                                | Sencillos sin álbum |
| "Love Therapy" (Sobae feat. Exy)                                                             | 2017 | —                                | Sencillos sin álbum |
| "Homegirl" (러브테라피) (con Euna Kim, feat. Zia)                                            | 2018 | —                                | Sencillos sin álbum |
| "Love Professor" (러브테라피) (Nakta Choi feat. Exy)                                         | 2018 | —                                | Sencillos sin álbum |
| "—" denota lanzamientos que no aparecieron en las listas o que no se lanzaron en esa región. |      |                                  |                     |

### Apariciones en bandas sonoras
| Título                                                                                       | Año  | Álbum                           | Artista     | Ref. |
| -------------------------------------------------------------------------------------------- | ---- | ------------------------------- | ----------- | ---- |
| "Oh My, Oh My"                                                                               | 2020 | Meow, the Secret Boy OST Part 1 | con Dayoung |      |
| "—" denota lanzamientos que no aparecieron en las listas o que no se lanzaron en esa región. |      |                                 |             |      |

### Créditos de composición de canciones
Todos los créditos de las canciones están adaptados de la base de datos de la Asociación de Derechos de Autor de Música de Corea, a menos que se indique lo contrario.
| Año           | Álbum                                          | Canción                               | Artista                    |
| ------------- | ---------------------------------------------- | ------------------------------------- | -------------------------- |
| 2016          | Would You Like?                                | MoMoMo (모모모)                       | WJSN                       |
| 2016          | Would You Like?                                | MoMoMo (Versión China)                | WJSN                       |
| 2016          | Sencillo sin álbum                             | Do Better                             | Y-teen                     |
| 2016          | The Secret                                     | 비밀이야 (Secret)                     | WJSN                       |
| 2016          | The Secret                                     | 짠! (Prince)                          | WJSN                       |
| 2017          | From. WJSN                                     | 너에게 닿기를 (I Wish)                | WJSN                       |
| 2017          | From. WJSN                                     | Baby Come To Me                       | WJSN                       |
| 2017          | From. WJSN                                     | 이리와 (Hug U)                        | WJSN                       |
| 2017          | Sencillo sin álbum                             | 러브테라피 (Love Therapy)             | Exy & Euna Kim (Feat. Zia) |
| 2017          | Happy Moment                                   | 기적 같은 아이 (Miracle)              | WJSN                       |
| 2017          | Happy Moment                                   | Babyface                              | WJSN                       |
| 2017          | Happy Moment                                   | 퐁당퐁당 (Plop Plop)                  | WJSN                       |
| 2017          | Happy Moment                                   | Follow Me                             | WJSN                       |
| 2017          | Happy Moment                                   | B.B.B.Boo                             | WJSN                       |
| 2017          | Happy Moment                                   | Geeminy                               | WJSN                       |
| 2018          | Dream Your Dream                               | Dreams Come True (꿈꾸는 마음으로)    | WJSN                       |
| 2018          | Dream Your Dream                               | Love O'clock (호두까기 인형)          | WJSN                       |
| 2018          | Dream Your Dream                               | Renaissance (르네상스)                | WJSN                       |
| 2018          | Dream Your Dream                               | Starry Moment (설레는 밤)             | WJSN                       |
| 2018          | Dream Your Dream                               | Thawing (겨울잠)                      | WJSN                       |
| 2018          | Dream Your Dream                               | Dreams Come True (Chinese version)    | WJSN                       |
| 2018          | Sencillo sin álbum                             | Homegirl                              | Sobae (Feat. Exy)          |
| 2018          | WJ Please?                                     | 부탁해 (SAVE ME, SAVE YOU)            | WJSN                       |
| 2018          | WJ Please?                                     | 너, 너, 너 (YOU, YOU, YOU)            | WJSN                       |
| 2018          | WJ Please?                                     | 아이야 (I-YAH)                        | WJSN                       |
| 2018          | WJ Please?                                     | 가면무도회 (MASQUERADE)               | WJSN                       |
| 2018          | WJ Please?                                     | HURRY UP                              | WJSN                       |
| 2018          | WJ Please?                                     | 2월의 봄 (YOU&I)                      | WJSN                       |
| 2018          | Sencillo sin álbum                             | 연애박사 (Love Professor)             | Nakta Choi (Feat. Exy)     |
| 2019          | WJ Stay?                                       | La La Love                            | WJSN                       |
| 2019          | WJ Stay?                                       | You Got                               | WJSN                       |
| 2019          | WJ Stay?                                       | 1억개의 볠 (Star)                     | WJSN                       |
| 2019          | WJ Stay?                                       | 그때 우리 (Memories)                  | WJSN                       |
| 2019          | WJ Stay?                                       | 칸타빌레(노래하듯이) (Cantabile)      | WJSN                       |
| 2019          | WJ Stay?                                       | 12 O clock                            | WJSN                       |
| 2019          | WJ Stay?                                       | 우주정거장 (UJUNG)                    | WJSN                       |
| 2019          | For the Summer                                 | Boogie Up                             | WJSN                       |
| 2019          | For the Summer                                 | 눈부셔 (Oh My Summer)                 | WJSN                       |
| 2019          | For the Summer                                 | 우리끼리 (Let's Dance)                | WJSN                       |
| 2019          | For the Summer                                 | Sugar Pop                             | WJSN                       |
| 2019          | As You Wish                                    | 이루리 (As You Wish)                  | WJSN                       |
| 2019          | As You Wish                                    | 행운을 빌어 (Luckitty-cat)            | WJSN                       |
| 2019          | As You Wish                                    | 야광별 (LIGHTS UP)                    | WJSN                       |
| 2019          | As You Wish                                    | 우와 (WW)                             | WJSN                       |
| 2019          | As You Wish                                    | 바다봄 (BADABOOM)                     | WJSN                       |
| 2019          | As You Wish                                    | Full Moon                             | WJSN                       |
| 2019          | As You Wish                                    | Don't Touch                           | WJSN                       |
| 2020          | Neverland                                      | Butterfly                             | WJSN                       |
| 2020          | Neverland                                      | Hola                                  | WJSN                       |
| 2020          | Neverland                                      | Pantomime                             | WJSN                       |
| 2020          | Neverland                                      | 바램 (Where You Are)                  | WJSN                       |
| 2020          | Neverland                                      | 불꽃놀이 (Tra-la)                     | WJSN                       |
| 2020          | Neverland                                      | 우리의 정원 (Our Garden)              | WJSN                       |
| 2021          | Season 3. Hideout: Be Our Voice                | My Turn                               | Cravity                    |
| 2021          | Season 3. Hideout: Be Our Voice                | Bad Habits                            | Cravity                    |
| 2021          | Unnatural                                      | Unnatural                             | WJSN                       |
| 2021          | Unnatural                                      | 원하는 모든 걸 (Super Moon)           | WJSN                       |
| 2021          | Unnatural                                      | New Me                                | WJSN                       |
| 2021          | Unnatural                                      | 음 (Yalla)                            | WJSN                       |
| 2021          | Unnatural                                      | 잊지 마(Rewind)                       | WJSN                       |
| 2021          | Breaking Dawn                                  | Prism                                 | The Boyz                   |
| 2021          | My Attitude                                    | Easy                                  | WJSN The Black             |
| 2021          | My Attitude                                    | Kiss Your Lips                        | WJSN The Black             |
| 2022          | Liberty: In Our Cosmos                         | Chandelier                            | Cravity                    |
| 2022          | The Light <IDOL X IDOL (music & lyrics> Single | 봄빛 (THE LIGHT)                      | Kei & Exy                  |
| 2022          | Queendom 2 Pt.2-1 Single                       | 너그리고나 (NAVILLERA)                | WJSN                       |
| 2022          | Queendom 2 Final                               | AURA                                  | WJSN                       |
| 2022          | Sequence                                       | Last Sequence                         | WJSN                       |
| 2022          | Sequence                                       | Done                                  | WJSN                       |
| 2023          | Sequence                                       |                                       |                            |
| Rose Blossom  | Dream Trip                                     | H1-Key                                |                            |
| MASTER: PIECE | A to Z                                         | Cravity                               |                            |
| I've Ive      | Lips                                           | IVE                                   |                            |
| Narcissus     | Seasons (feat. GEMINI)                         | Dawn                                  |                            |
| Narcissus     | Lullaby                                        | Dawn                                  |                            |
| 2024          | Ive Switch                                     | 헤야 (HEYA)                           | IVE                        |
| 2024          | Blessed                                        | All I Need (feat. Eric from THE BOYZ) | Ha Sungwoon                |

## Filmografía

### Películas
| Año  | Título         | Rol       | Notas               | Ref.   |
| ---- | -------------- | --------- | ------------------- | ------ |
| 2022 | Urban Myths    | Mujer     | Película de Netflix | [ 29 ] |
| 2024 | Eighteen Youth | Kyung-hee |                     | [ 30 ] |

### Series de televisión
| Año  | Título             | Rol          | Canal     | Notas              | Ref.          |
| ---- | ------------------ | ------------ | --------- | ------------------ | ------------- |
| 2021 | Idol: The Coup     | El           | JTBC      |                    | [ 31 ]        |
| 2024 | Marry You          | Cha Min-ji   | Channel A | Aparición especial | [ 32 ]        |
| 2025 | Seguro de divorcio | Jo Ah-young  | tvN       |                    | [ 33 ] [ 34 ] |
| 2025 | El comedor de Heo  | Bong Eun-sil | Wavve     | Serie web          | [ 35 ] [ 36 ] |

### Series web
| Año  | Título           | Rol     | Ref.   |
| ---- | ---------------- | ------- | ------ |
| 2015 | The Flatterer    | Saerim  | [ 9 ]  |
| 2024 | Heo's Restaurant | Eun-sil | [ 37 ] |

### Programas de televisión
| Año       | Título                        | Rol                 | Ref.        |
| --------- | ----------------------------- | ------------------- | ----------- |
| 2015      | Unpretty Rapstar 2            | Concursante         | [ 5 ] [ 6 ] |
| 2016      | King of Mask Singer           | Concursante         | [ 38 ]      |
| 2018      | I Have Something to Say Today | Miembro del reparto |             |
| 2020      | King of Mask Singer           | Concursante         | [ 39 ]      |
| 2022      | The Second World              | Concursante         | [ 40 ]      |
| 2022-2023 | Cabin Crew                    | Nueva empleada      | [ 41 ]      |

### Programas web
| Año  | Título             | Rol     | Ref.   |
| ---- | ------------------ | ------- | ------ |
| 2022 | Idol Lyricist Idol | con Kei | [ 42 ] |

### Programas de radio
| Año  | Título             | Rol         | Notas        | Ref.   |
| ---- | ------------------ | ----------- | ------------ | ------ |
| 2022 | Turn up the volume | DJ especial | 15 de agosto | [ 43 ] |